# Eva Maria Westbroek
Eva Maria Westbroek (nacida en Belfast en 1970) es una soprano holandesa. Una de las principales intérpretes actuales del repertorio Wagneriano.
Estudió en el conservatorio de La Haya ganando el First International Competition of the City of Rome y debutando en Aldeburgh en 1994 en Dialogues des carmelites de Poulenc.
Entre 2001 y 2006 fue miembro de la Ópera Estatal de Stuttgart, habiendo actuado en el Festival de Bayreuth, Covent Garden, Bregenz, París, Aix-en-Provence, Berlín, Ámsterdam y otras casas líricas.
Sus roles incluyen Elisabetta en Don Carlo, Chrysothemis en Elektra, Tosca, Carlotta en Die Gezeichneten, Desdémona en Otello, Katerina Ismaylova en Lady Macbeth de Mtsensk, Sieglinde en Die Walküre, Elisabeth en Tannhäuser, La emperatriz en Die Frau ohne Schatten, Lisa, Santuzza, Leonore, Donna Ana, Maddalena, Gutrune y Minnie en La fanciulla del West de Puccini y Didon en Los troyanos de Berlioz. Entre su repertorio de cámara se encuentra el ciclo de "Wesendonck lieder" de Richard Wagner.
Debutó en el Festival de Bayreuth en 2008, interpretando Sieglinde en la producción de El Anillo del Nibelungo de Tankred Dorst (estrenada en 2006), bajo la dirección musical de Christian Thielemann y repitió el papel el año siguiente. En 2013 lo volvió a interpretar en el concierto del bicentenario del nacimiento del compositor con el mismo director, donde también cantó el Liebestod de Tristán e Isolda. Estaba previsto que en 2015 encarnara al personaje en la nueva producción debida a Katharina Wagner, pero el papel recayó en Evelyn Herlitzius.
Interpretó a Elisabeth en Tannhäuser en el Teatro Municipal de Santiago de Chile en 2012. Este título no se presentaba hacía más de treinta años. Su esposo Frank Van Aken fue compañero en este elenco.
En 2011, participó en la ópera moderna Anna Nicole, en la Royal Opera House, basada en la vida de la conejita de Playboy Anna Nicole Smith . Durante este mismo año formó parte del elenco del ciclo del anillo en el MET, donde interpretó a Sieglinde. Formó parte de la transmisión en vivo de esta ópera a nivel mundial, junto a un gran elenco.
En 2013 debutó en el papel que da nombre a la ópera Francesca de Rimini en la Metropolitan Opera House. Esta ópera fue trasmitida en vivo en el ciclo MET HD. 
Hija del profesor de Geología Peter Westbroek, la soprano está casada con el tenor Frank van Aken.

## Discografía
- Puccini: La fanciulla del west / Carlo Rizzi, Netherlands Philharmonic Orchestra (2009, DVD)
- Shostakovich: Lady Macbeth Of Mtsensk / Mariss Jansons, Concertgebouw (2006, DVD)
- Wagner: Götterdämmerung / Lothar Zagrosek, Stuttgart (2002, DVD)
- Wagner: Die Walkure / Simon Rattle, Orquesta Filarmónica de Berlín (2007, DVD)
- Wagner: Die Walkure / Christian Thielemann, Festival de Bayreuth (2008)
- Turnage: Anna Nicole / Antonio Pappano, Covent Garden (2011, DVD)
- Wagner: Die Walkure/James Levine, Metropolitan Opera House (2012, DVD)